# كارلا كالترو
كارلا كالترو (ولدت 1971 في كالجاري ) هي رياضية وسياسية سابقة في الحزب الليبرالي الكندي، وعضو في مجلس العموم الكندي عن الدائرة الانتخابية في دلتا منذ عام 2015.

## سيرة شخصية
ضعيفة البصر منذ ولادتها، شاركت في الألعاب الأولمبية للمعاقين 1988 و 1992 في السباحة. بعد مسيرتها الرياضية، درست كارلا كالترو العلوم السياسية في جامعة أوتاوا وحصلت على إجازة في القانون من جامعة فيكتوريا. عملت كمحامية وكانت عضوًا في مجلس إدارة اللجنة البارالمبية للأمريكتين.
بصفتها محامية، ركزت كارلا كوالثرو بشكل خاص على قضايا حقوق الإنسان. عملت كمستشارة في محكمة كولومبيا البريطانية لحقوق الإنسان ولجنة حقوق الانسان الكندية، وكذلك رئيسة مجلس وزراء كولومبيا البريطانية بشأن التوظيف وإمكانية الوصول والحكم. في محكمة استئناف مجلس تعويضات العمال في كولومبيا البريطانية. حصلت على وسام اليوبيل الماسي للملكة إليزابيث الثانية.
في 4 نوفمبر 2015، عُيّنت وزيرة للرياضة والأشخاص ذوي الإعاقة في حكومة جاستن ترودو . أصبحت وزيرة الخدمات العامة والمشتريات في 28 أغسطس2017.